# Депортації в історії України
Депортація — примусове виселення з місця постійного проживання особи, групи осіб чи народу. Депортація як засіб кримінального чи адміністративного покарання відомий з часів Київської Русі (вигнання поза межі громади або краю за «Руською правдою» було складовою частиною покарання за тяжкі злочини). У Великому князівстві Литовському застосовувався різновид депортації — «виволання». За часів Гетьманщини за вказівкою царського уряду депортацій зазнали чимало українських політичних діячів, зокрема гетьмани Дем'ян Многогрішний, Петро Дорошенко, Іван Самойлович.

## Перші масові депортації
Перші масові депортації з України за національною ознакою мали місце на початку 18 ст., коли за наказом російського царя Петра I тисячі українців насильно направляли на тяжкі роботи в Росію (будівництво Санкт-Петербурга, прокладання Ладозького каналу), та згін населення з Правобережної України в Лівобережну (1711—1712). В ході російсько-турецьких війн 18–19 ст. депортації зазнали ногайські татари (див. Ногайська орда). Під гаслом «порятунку православних єдиновірців від мусульманського гніту» відбулося насильницьке переселення християнського населення Кримського ханства до Північного Приазов'я 1778—1779.

## Депортації в роки Першої світової війни
Депортації населення з українських земель відбувалися і в роки Першої світової війни. З метою «нейтралізації німецького національного елементу» військовим відомством Російської імперії впродовж 1915–16 до Поволжя, Приуралля, Кавказу та Сибіру було депортовано 150 тис. німецьких колоністів, що проживали у Волинській губернії (майже 500 волинських колоній припинили своє існування). У смузі дії Південно-Західного фронту підлягали виселенню чехи, поляки, євреї, які розглядалися Ставкою Верховного головнокомандувача як потенційні вороги Російської імперії. В ході бойових дій та в період окупації Східної Галичини російськими військами здійснювалися масові депортації українського населення (упродовж 1914–15 з території регіону вглиб Росії було виселено 13 тис. осіб, серед них греко-католицькі священики — митрополит УГКЦ Андрей (Шептицький), ректор Львівської духовної семінарії Йосиф Боцян та ін.). Суцільні депортації українського населення з прифронтової смуги з тактикою випаленої території практикували російські війська при відступі з Галичини, Холмщини, Підляшшя, Берестейщини і Волині в 1915-1917 рр.

## Депортації в роки сталінського режиму
Особливих масштабів депортації в Україні й на Кубані набули в роки становлення та функціонування комуністичного тоталітарного режиму в СРСР та гітлерівської окупації у роки Німецько-радянської війни 1941—1945. З утвердження радянської влади в Україні за рішенням більшовицького уряду підлягали виселенню представники державних установ та організацій царської Росії, урядів Української Народної Республіки та гетьмана Павла Скоропадського, члени різних політичних партій (меншовики, есери, анархісти та ін.). Упродовж 1930—1952 в Україні набула поширення практика виселення значних мас людей і навіть цілих народів. Репресивні заходи підкріплювалися відповідними законодавчими актами, наказами, на базі яких силовими структурами УСРР–УРСР тільки в 1936–52 роках було депортовано на спецпоселення за межі республіки більше 552 тис. громадян. Під час колективізації сільського господарства в 1930–31 на основі рішень вищих органів влади та державного управління СРСР на заслання до Уралу, Східного та Західного Сибіру, Далекого Сходу, Якутії було примусово відправлено з УСРР 63 817 сімей заможних селян.
На підставі Постанови ЦК КП(б)У від 20 грудня 1934 «Про переселення з прикордонних районів німецького та польського населення» до Сибіру в січні 1935 було депортовано 9 470 господарств (бл. 40 тис. осіб; див. Депортації поляків з території Української РСР). Згодом відповідно до постанови РНК СРСР за № 776—120сс від 28 квітня 1936 з прикордонних районів УСРР були виселені особи з числа поляків і німців, яких зарахували до категорії «неблагонадійних елементів» (усього 23 519 осіб). Після приєднання до СРСР західно-українських земель згідно з постановами РНК за № 2010 від 5 грудня 1939 та від 2 березня 1940 адміністративному переселенню підлягали т. зв. колишні та їх родини (службовці колишніх державних установ, органів суду, поліції, армії, комерсанти, польські осадники, поміщики, власники заводів і фабрик).
Під час Німецько-радянської війни 1941—1945 радянські спецоргани виселяли з України осіб німецької національності (1941; див. Депортація громадян німецької національності з території Української РСР 1941—1942), а гітлерівці, відступаючи, провели масову депортацію населення України до нацистської Німеччини 1943—1944. 1944 за звинуваченням у зраді й співробітництві з гітлерівською адміністрацією (див. Колабораціонізм) до Середньої Азії було вивезено 191 тис. кримських татар, 16 тис. греків, понад 9,8 тис. вірмен, 12,6 тис. болгар (див. Депортації народів Криму в роки Другої світової війни). Депортації за національною ознакою здійснювалися в позасудовому порядку за рішенням державних органів. За своїм статусом більшість депортованих належала до категорії спецпереселенців; ч. з них (українці, німці, кримські татари) поселяли в спецтаборах.
За домовленостями між СРСР та Польщею (договори від 9 вересня 1944 та 15 лютого 1951 про обмін ділянками державних територій) за весь час переселенської акції польського уряду вдалося насильно виселити до УРСР 482 661 особу (див. також «Вісла», акція 1947).
Наприкінці та по завершенні Другої світової війни з 1944 по 1952 з території зах. областей було вислано на спецпоселення у віддалені райони СРСР 203 662 особи, в тому числі сімей членів Організації українських націоналістів та Української повстанської армії та їх симпатиків — 182 543 особи, куркулів та членів їх родин — 12 135 осіб.

## Депортації у післявоєнний період
У післявоєнний період відповідно Указам Президії ВР СРСР від 21 лютого та 2 червня 1948 з території УРСР (за винятком зах. областей) виселялися терміном на 8 років особи, що злісно ухилялися від трудової діяльності в сільському господарстві та вели антигромадянський спосіб життя. В березні 1951 за рішенням особливої наради при МГБ СРСР із зах. областей України у віддалені райони РРФСР було депортовано учасників секти єговістів (див. Єговізм) та членів їх сімей.
На зламі 1980–1990-х було прийнято низку законодавчих актів, спрямованих на відновлення порушених прав депортованих народів: Декларацію ВР СРСР «Про визнання незаконними і злочинними репресивних актів щодо народів, яких було піддано примусовому переселенню, і забезпечення їх прав» (14 листоп. 1989), Закон України «Про реабілітацію жертв політичних репресій на Україні» (17 квіт. 1991), Закон РРФСР «Про реабілітацію репресованих народів» (26 квіт. 1991). У жовт. 1992 у м. Бішкек (столиця Киргизстану) д-ви — учасниці Співдружності Незалежних Держав підписали «Угоду про відновлення прав депортованих осіб, національних меншин та народів» (ратифікована ВР України 17 груд. 1993), згідно з якою кожна країна взяла на себе зобов'язання забезпечити депортованим особам, що добровільно повертаються в місця свого проживання на момент депортації, рівні з постійно проживаючими там громадянами політ., й екон. права та умови для облаштування, працевлаштування, освіти, нац., культ. та духовного розвитку. Відповідно до Закону «Про внесення змін і доповнень до Закону України „Про громадянство України“» (1997) особам, які зазнали депортації, та їхнім нащадкам, котрі повертаються на батьківщину і не мають ін. громадянства, надається громадянство України.
Проблемами повернення, облаштування й відновлення прав депортованих кримських татар, болгар, вірмен, греків, німців опікується Державний комітет України в справах національностей та міграції, низка міжнародних організацій, зокрема: Управління Верховного комісара ООН у справах біженців, Управління Верховного комісара ООН у справах національних меншин.

## Депортації в рокиросійсько-української війни
В травні 2022 року начальник Національного центру управління обороною Російської Федерації генерал-полковник Михайло Мізинцев повідомив про вивезення 1 208 225 мирних жителів з України, з яких 210 224 — діти.

5 грудня 2022 року уповноважений Верховної Ради з прав людини Дмитро Лубінець повідомив, що з 24 лютого 2022 — за час повномасштабного вторгнення РФ до України щонайменше 2 мільйона 800 тисяч українців були вимушені виїхати чи були депортовані на територію РФ.
У грудні 2022 року аналітичний звіт «Примусова депортація дітей в РФ» зробили Східна правозахисна група та Інститут стратегічних досліджень та безпеки (ГО ІСІБ), де дійшли висновку що депортації на Донбасі готувалися РФ під виглядом «евакуації» завчасно

.
17 лютого 2023 року уповноважений ВРУ з прав людини Дмитро Лубінець повідомив про 16 207 випадків примусового вивезення українських дітей до РФ. Це верифікована та підтверджена інформація.

 